# Línea de alta velocidad Bolonia-Florencia

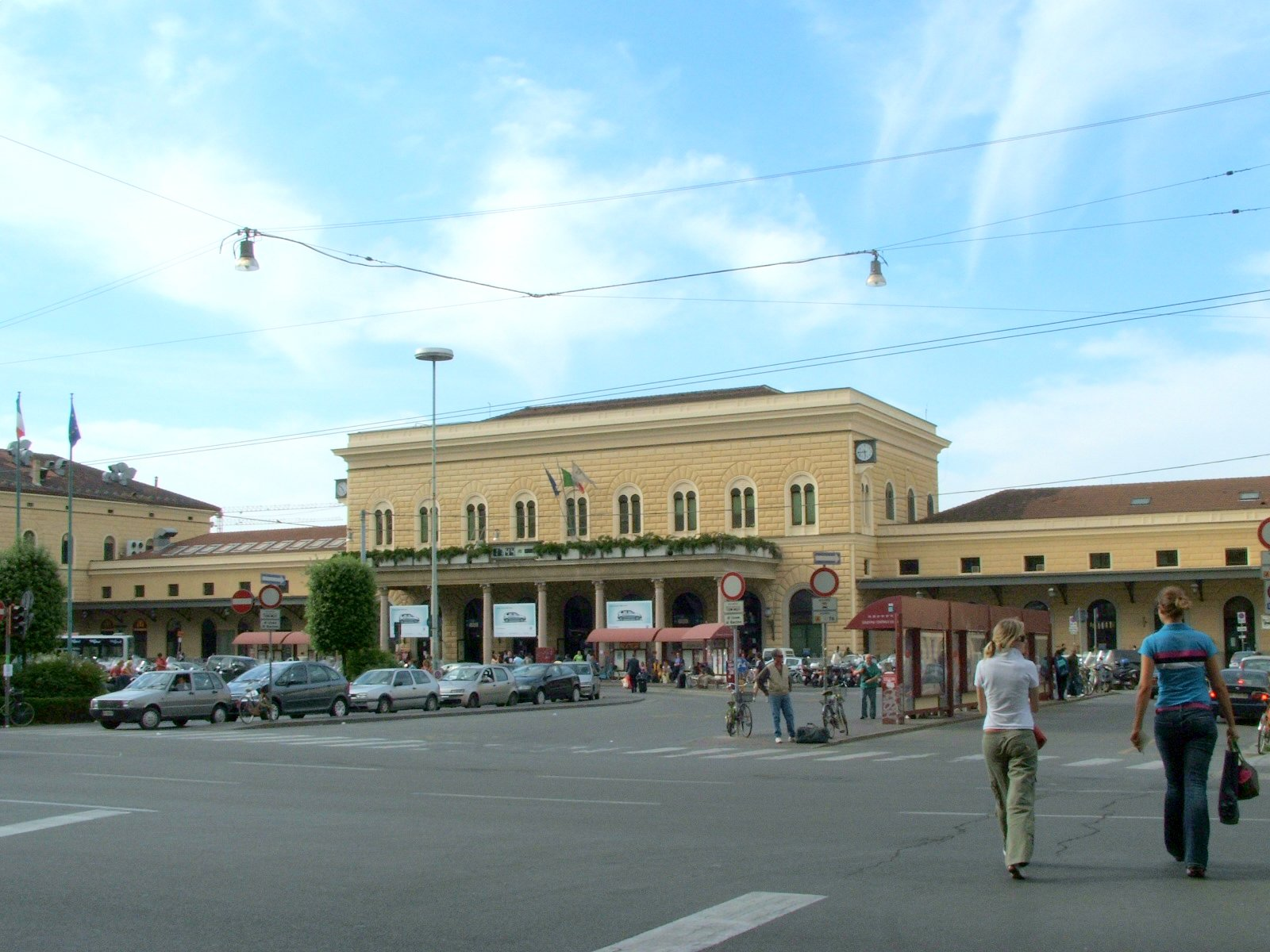
Estación de Bolonia-Central (Bologna Centrale en italiano).

La LAV Bolonia-Florencia (Ferrovia ad alta velocità Bologna-Firenze en italiano) es una línea de alta velocidad de la red de ferroviaria italiana abierta al tráfico comercial el 13 de diciembre de 2009 con el inicio del horario de invierno de Trenitalia.
La línea atraviesa los Montes Apeninos uniendo las capitales de las regiones de Emilia-Romaña y Toscana con una longitud total de 78,5 km de los cuales 73,3 km corresponden a túneles y 1,1 km a viaductos.
Forma parte del Corredor número 1 (Berlín-Palermo) de la Red Transeuropea de Transportes.

## Ruta
La LAV comienza en zona sur de la ciudad de Bolonia con un tramo descubierto que atraviesa el torrente Savena. Luego de la interconexión de San Ruffillo (con la línea clásica) comienza el túnel de Pianoro de 10841 m. Al finalizar el túnel la línea salva los ríos Laurinziano y Croccione, luego de lo cual comienza el túnel de Sadurano (de 3855 m de largo) cuya fin coincide el cruce sobre el río dei Cani.
La línea continúa con un breve tramo en trinchera hasta el inicio del túnel Monte Bibele de 9243 m. Terminado el túnel la infraestructura corre al descubierto y supera el torrente Idice con un viaducto de 121 m de largo. Posteriormente comienza el túnel della Raticosa de 10450 m, luego del cual atraviesa el torrente Diaterna mediante un viaducto de 88 m.
Posteriormente la línea ingresa en el túnel Scheggianico (3558 m de largo) que finaliza en el valle del Santerno donde salva el río homónimo luego del cual llega San Pellegrino donde se encuentra un puesto de servicio que permite la parada de los trenes, el cambio de vía y el acceso de servicios de auxilio.
A continuación la línea ingresa en el túnel de Firenzuola de 15285 m que finaliza en la llanura del Mugello, luego de la cual ingresa al túnel de Borgo Rinzelli de 717 m. superando posteriormente la carretera Scarperia-Borgo S. Lorenzo. Más adelante la línea ingresa en el túnel Morticine de 654 m al que sigue un tramo descubierto de 2,5 (el más largo de la línea) que atraviesa la llanura della Sieve. Al final de la misma inicia el túnel de Vaglia de más de 18 km de largo que finaliza en cercanías de la estación Castello que es el punto de ingreso al nodo ferroviario de Florencia.

## Historia
El 28 de julio de 1995 la Conferencia de Servicios iniciada el 15 de diciembre de 1993 para la nueva LAV entre las ciudades de Bolonia y Florencia aprobó el trazado desde el km 4,9 hasta el km 71,5. El 7 de mayo de 1996 se firmó entre TAV (predecesora de RFI) y el Grupo Fiat el contrato para la realización de la línea entre los kilómetros 4,8 y 71,5. En diciembre de 1999 se firmó el contrato para el tramo situado entre los kilómetros 71,5 y 83,4 correspondiente al final de línea y su conexión con el nodo de Florencia.
El 6 de mayo de 1997 se aprobó en la Conferencia de Servicios el proyecto de la interconexión de San Ruffillo (al sur de la ciudad de Bolonia) necesaria para vincular la nueva LAV con la línea ferroviaria clásica Bolonia-Florencia.
Los últimos 12 km del trazo fueron aprobados por la Conferencia de Servicios el 28 de julio de 1998 como corolario del Protocolo de Integración suscripto en abril de 1997 entre el Ministerio de Transportes, Ferrovie dello Stato, TAV, la Región de Toscana y los Entes Locales de la zona de Florencia interesados.

## Nodo ferroviario de Bolonia
En mayo de 1997 se aprobó el proyecto para la interconexión de San Ruffillo. Posteriormente, 17 de julio de 1997, concluyó positivamente la Conferencia de Servicio iniciada el 6 de mayo de 1997 por la cual se suscribieron los acuerdo que definen el modo y el tiempo de realización de las obras para potenciar el nodo ferroviario de Bolonia y la infraestructura ferroviaria pasante para las líneas de alta velocidad.
Las obras más significativas son:
- El tramo urbano de alta velocidad se desarrolla en un 60% en túnel.
- La línea urbana se conecta a las líneas clásicas y a las LAVs en Lavino (LAV y línea clásica a Milán) y en San Ruffillo (LAV y línea clásica a Florencia). Posteriormente se conectará también a las líneas a Verona y a Padua.
- Se construirá una nueva estación subterránea para trenes veloces junto a la actual estación de Bolonia Central.
- Para mejorar el Servicio ferroviario metropolitano se construirán 13 nuevas estaciones en la zona metropolitana de Bolonia sobre las líneas existentes.
- Se eliminarán todos los pasos a nivel en la zona del nodo de Bolonia.

## Nueva estación AV de Bolonia

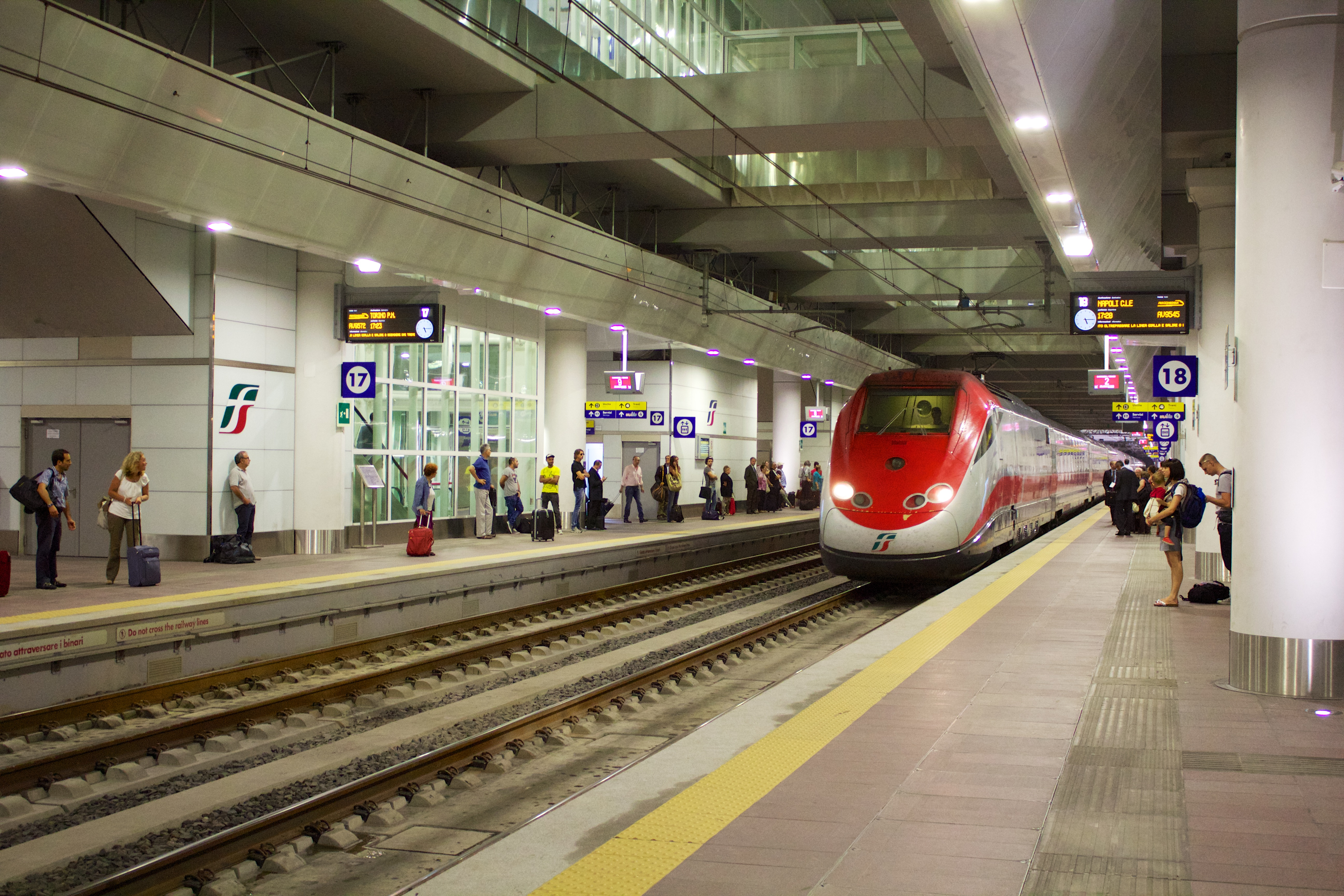
Estación de Bolonia-Central AV

Una nueva estación Bolonia Central se construyó a 23 m bajo la superficie justo por debajo del Piazzale de la estación original y comunicada con esta. La obra se complementa con dos túneles ferroviarios que la comunican con las líneas hacia el norte y hacia el sur de la ciudad. Esta nueva estación está reservada solo a trenes de mediano y largo recorrido. Se construyó en un gran vano subterráneo de aproximadamente 640 m de largo y 40 m de ancho. Tiene tres niveles, correspondiendo el más profundo para los andenes. La nueva estación tendrá acceso desde las calles Fioravanti, De' Carracci y Pietramellara.
Los túneles de acceso a la estación se encuentran habilitados al uso comercial desde 2012 por lo que la estación tuvo tráfico ferroviario pasante desde ese año (lo utilizaban trenes sin parada en Bolonia). La estación subterránea fue inaugurada el 9 de junio de 2013.